# Swadeshi-Bewegung
Die Swadeshi-Bewegung war eine gegen die britischen Kolonialherren gerichtete Boykottbewegung während der britischen Kolonialherrschaft in Indien. Sie dauerte von 1905 bis 1908.
Die Swadeshi-Bewegung wurde dadurch hervorgerufen, dass der britische Vizekönig Indien, Lord Curzon, die Provinz Bengalen aufteilen wollte. Hiergegen erhob sich Widerstand insbesondere von Hindus der oberen Kasten in Bengalen. Die Bewegung boykottierte britische Waren und förderte den Kauf einheimischer Waren. Die Hymne der Swadeshi-Bewegung war „Bande mataram“. Die Marwaris, die den Handel mit importiertem britischem Leinen dominierten, verloren hierdurch allerdings an Gewinn und waren gegen die Bewegung eingestellt. Muslimische Bewohner Bengalens stellten sich ebenfalls dagegen, da die Bewegung von der hinduistischen Oberschicht dominiert war. Die Briten nutzten diese Spannungen zu ihrem eigenen Vorteil aus und die Swadeshi-Bewegung ging an dieser Differenz zugrunde.